# Platycoelia convexa
Platycoelia convexa är en skalbaggsart som beskrevs av Smith 2003. Platycoelia convexa ingår i släktet Platycoelia och familjen Rutelidae. Inga underarter finns listade i Catalogue of Life.